# David Cannon
David Albert Cannon (7 agosto 1950) è un ex maratoneta britannico.
Gareggiò tra la fine degli anni settanta e l'inizio degli anni ottanta, vincendo tra le altre la maratona di Parigi nel 1981 ex-æquo con Ron Tabb.

## Palmarès
| Anno | Manifestazione | Sede  | Evento   | Risultato | Prestazione | Note |
| ---- | -------------- | ----- | -------- | --------- | ----------- | ---- |
| 1982 | Europei        | Atene | Maratona | 12º       | 2h21'33"    |      |

## Competizioni nazionali
1972
- Oro ai British Fell Running Championships

## Altre competizioni internazionali
1973
- Bronzo alla Maratona di Huddersfield ( Huddersfield) - 2h21'14"

1977
- 7º alla Maratona di Fukuoka ( Fukuoka) - 2h16'20"
- 4º alla Maratona di Enschede ( Enschede) - 2h17'34"

1978
- 4º alla Maratona di Sandbach ( Sandbach) - 2h13'29"
- Argento alla Maratona di Auckland ( Auckland) - 2h16'11"

1979
- Oro alla Maratona di Toronto ( Toronto) - 2h16'53"
- 9º alla Maratona di Bruxelles ( Bruxelles) - 2h19'56"
- 4º alla San Blas Half Marathon ( Coamo) - 1h06'12"

1980
- 10º alla Maratona di Fukuoka ( Fukuoka) - 2h11'35"
- Oro alla Maratona di Montréal ( Montréal) - 2h11'21"
- Argento alla Maratona di Auckland ( Auckland) - 2h13'44"
- 7º alla Maratona di Milton Keynes ( Milton Keynes) - 2h16'19"

1981
- Oro alla Maratona di Parigi ( Parigi) - 2h11'44"
- Oro alla Maratona di Auckland ( Auckland) - 2h12'53"
- 9º alla City-Pier-City Loop ( L'Aia) - 1h05'09"

1982
- Argento alla Maratona di Gateshead ( Gateshead) - 2h12'49"
- 19º alla City-Pier-City Loop ( L'Aia) - 1h05'04"

1983
- 11º alla Maratona di Londra ( Londra) - 2h12'51"
- 5º alla Maratona di Parigi ( Parigi) - 2h18'31"
- 6º alla Maratona di Montréal ( Montréal) - 2h14'38"
- 18º alla 20 km di Parigi ( Parigi) - 59'09"
- Bronzo alla 10 miglia di Leeds ( Leeds) - 46'33"